# Stagnicola caperata
Stagnicola caperata är en snäckart som först beskrevs av Thomas Say 1829.  Stagnicola caperata ingår i släktet Stagnicola och familjen dammsnäckor. Inga underarter finns listade i Catalogue of Life.